# Jerry Haleva
Jerry Haleva, född 1946, amerikansk skådespelare. Han har hittills bara spelat Saddam Hussein i sina roller, då han anses vara lik honom till utseendet.

## Filmografi
- 2002 – Live From Baghdad (TV-film)
- 2002 – The First $20 Million Is Always the Hardest
- 1998 – Maffia!
- 1998 – The Big Lebowski
- 1993 – Hot Shots! 2
- 1991 – Hot Shots! Höjdarna!